# تحسيس ضوئي

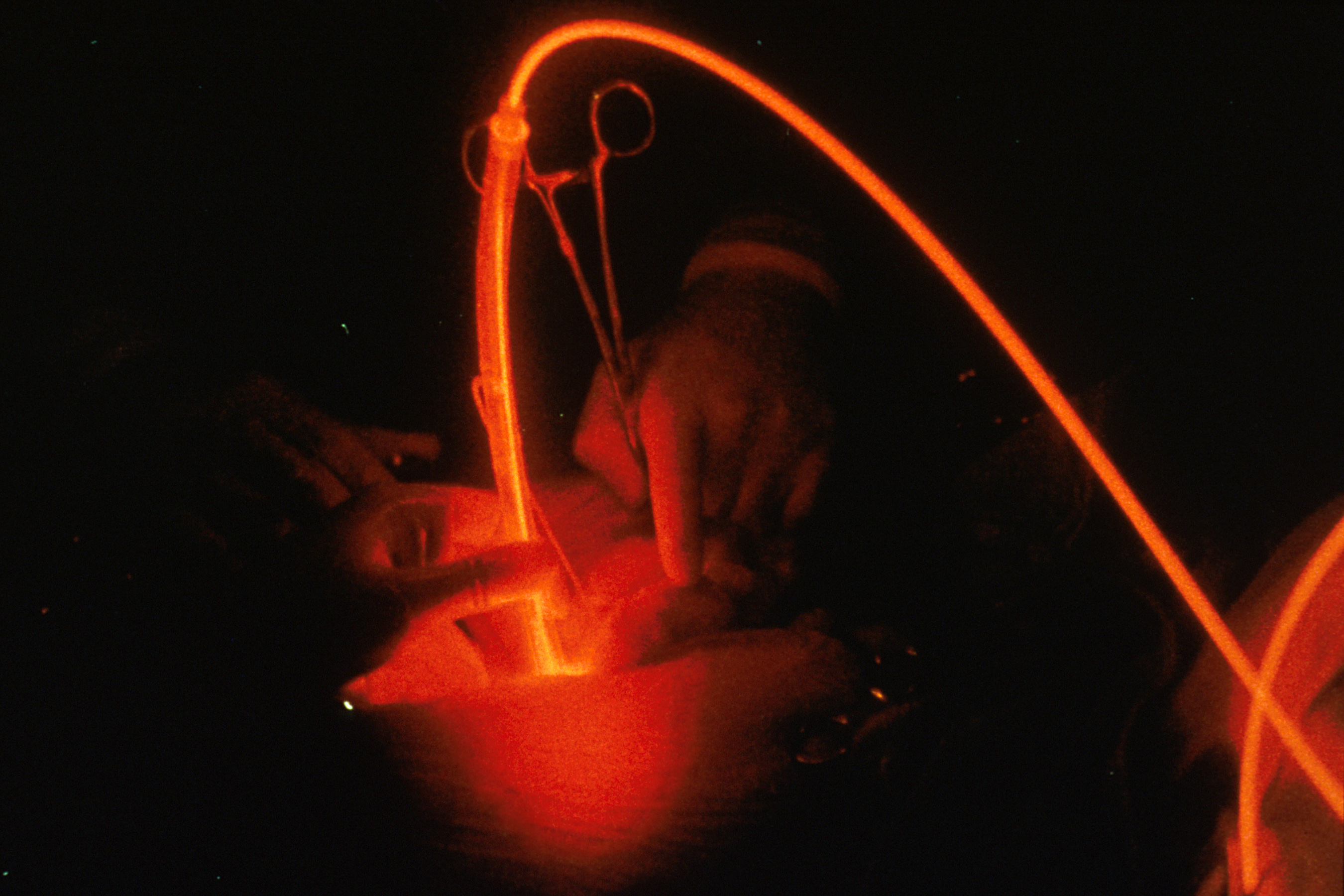
المحسسات الضوئية المستخدمة في العلاج الديناميكي. العلاج الضوئي الديناميكي.

المحسس الضوئي أو المنشط الضوئي أو مرهف ضوئيًا هو جزيء ينتج عنه تغيير كيميائي في جزيء آخر في العملية الضوئية الكيميائية. تُستخدم أجهزة استشعار الحساسية بشكل شائع في كيمياء البوليمر في التفاعلات مثل البلمرة الضوئية والتشابك الضوئي، والتحلل الضوئي، تستخدم أجهزة الاستشعار الضوئية أيضًا لتوليد حالات متحركة ثلاثية في الجزيئات العضوية مع استخدامات في التحفيز الضوئي والتحويل الفوتوني والعلاج الضوئي، كما يعمل جهاز الاستشعار الضوئي بشكل عام عن طريق امتصاص المنطقة فوق البنفسجية أو المرئية من الإشعاع الكهرومغناطيسي ونقلها إلى جزيئات ملحقة، عادة ما تحتوي أجهزة الاستشعار الضوئية على أنظمة تفاضلية كبيرة غير محلية، مما يقلّل من طاقة المدارات (HOMO) وقد يكون امتصاصها للضوء قادراً على تأين الجزيء.
هناك أيضا أمثلة على استخدام النقاط الكمومية لأشباه الموصلات كمحسّسات ضوئية. يعمل الكلوروفيل كمحسس للضوء خلال عملية التمثيل الضوئي للكربوهيدرات في النباتات:
```
6CO2 + 6H2O → C6H12O6 + 6O2
```

## استخداماتها

### المجال الطبي
```
مضادات العدسة الضوئية هي جزء أساسي من 
العلاج الضوئي
 الديناميكي (PDT) الذي يستخدم لعلاج بعض أنواع 
السرطان
، وهي تساعد على إنتاج 
الأكسجين
 لعلاج تلف 
الأورام
، يمكن تقسيمها إلى بورفيرين، 
كلوروفيل
 والأصباغ.
```